# Samfundsvelfærdsfunktion
En samfundsvelfærdsfunktion er en funktion, der rangordner forskellige mulige tilstande for et samfund som mere eller mindre fordelagtige. Begrebet bruges indenfor velfærdsøkonomi som en teoretisk konstruktion, der kan vurdere gavnligheden af forskellige tiltag som eksempelvis skattereformer eller andre offentlige initiativer. En samfundsvelfærdsfunktion beskriver størrelsen af samfundsvelfærden, dvs. den samlede velfærd i befolkningen, typisk som en funktion af de enkelte indbyggeres nytte. Den er dermed en parallel til det enkelte individs nyttefunktion, der tilsvarende bruges til at rangordne ønskeligheden af forskellige situationer, set fra den enkelte persons synsvinkel. 

## Anvendelse
En samfundsvelfærdsfunktion er nyttig, når det ønskes at evaluere tiltag, som påvirker nogle personers nytte anderledes end andres, idet den gør det muligt at foretage afvejninger af nogle befolkningsgruppers gevinster i forhold til andre gruppers tab. Dermed kan man for en givet samfundsvelfærdsfunktion også bestemme den optimale afvejning mellem hensyn til fordelingspolitik og økonomisk efficiens, der betragtes som en af de centrale problemstillinger indenfor økonomisk politik.
Samfundsvelfærdsfunktionens værdi kan afhænge af enhver variabel, som kan tænkes at påvirke et samfunds velfærd. Således kan både materiel velstand og immaterielle goder indgå i funktionen. Stiglitz-Sen-Fitoussi-kommissionen med deltagelse af en lang række anerkendte økonomer, bl.a. Nobelpristagerne Joseph Stiglitz, Amartya Sen, Kenneth Arrow, James Heckman og Daniel Kahneman, pegede således i 2008-9 på følgende forhold som afgørende for samfundsvelfærden:
1. Materiel levestandard (indkomst, forbrug og formue)
2. Miljø
3. Uddannelse
4. Personlige aktiviteter, herunder arbejde
5. Politisk deltagelse
6. Sociale forbindelser og relationer
7. Helbred
8. Usikkerhed - økonomisk og fysisk

Derudover skrev kommissionen, at fordelingen af disse forhold over socioøkonomiske grupper, køn og
generationer har betydning for samfundets samlede velfærd.
Der skelnes mellem to forskellige, men beslægtede typer af samfundsvelfærdsfunktioner:
- En Bergson-Samuelson-samfundsvelfærdsfunktion, der vurderer samfundsvelfærden for en given mængde af individuelle præferencer eller velfærdsrangordninger
- En Arrow-samfundsvelfærdsfunktion, der vurderer samfundsvelfærd på tværs af forskellige mulige mængder af individuelle præferencer givet nogle tilsyneladende rimelige aksiomer, der begrænser funktionen.[4]

## Oprindelse
Den amerikanske økonom Abram Bergson indførte begrebet samfundsvelfærdsfunktion (social welfare function) i artiklen "A Reformulation of Certain Aspects of Welfare Economics", der blev udgivet i tidsskriftet Quarterly Journal of Economics i 1938. Formålet var "på en præcis måde at opstille de værdidomme, der er nødvendige for at udlede de betingelser for maksimal økonomisk velfærd", der var blevet opstillet af tidligere økonomiske tænkere som Alfred Marshall, A.C. Pigou, Vilfredo Pareto og Abba Lerner. Funktionen anvendte reelle tal og var differentiabel. Den beskrev samfundet som helhed, og funktionens argumenter var bl.a. mængden af de forskellige varer, der blev fremstillet og forbrugt i økonomien, samt de resurser, der blev anvendt i produktionen, herunder mængden af arbejdskraft.

## Typer af samfundsvelfærdsfunktioner
En meget udbredt velfærdsfunktion er den utilitaristiske, der vægter hver enkelt indbyggers nytte lige og dermed maksimerer den samlede mængde nytte for alle indbyggerne i et samfund tilsammen. Et andet ofte nævnt eksempel er den Rawlsianske velfærdsfunktion, opkaldt efter den amerikanske filosof John Rawls. Den Rawlsianske velfærdsfunktions værdi forøges, når nytten forøges for den person, der er dårligst stillet af alle. Generelt kan der tænkes mange forskellige samfundsvelfærdsfunktioner.